# Franz Bopp
Franz Bopp, nemški jezikoslovec, * 14. september 1791, † 23. oktober 1867.
Franz Bopp velja za utemeljitelja znanstvenih raziskav indoevropskih jezikov. 
Po študijskih letih v Parizu je leta 1821 postal profesor za sanskrt in primerjalno slovnico na Univerzi v Berlinu. Njegovi najpomembnejši dosežki izvirajo iz raziskav podobnosti sanskrta z iranskimi jeziki, grščino, latinščino in germanskimi jeziki. Eno njegovih najpomembnejših del s tega področja je knjiga »Vergleichende Grammatik des Sanskrit, Zend, Griechischen, Lateinischen, Litauischen, Gotischen und Deutschen“. 